# WWE Armageddon
WWE Armageddon va ser un esdeveniment anual i un programa de pagament per visió (PPV) produït per l'empresa de lluita lliure professional WWE. Armageddon va ser incorporat a la programació de PPV de la WWE al desembre de 1999, reemplaçant l'esdeveniment anomenat Capital Carnage. Aquest, ja havia substituït la línia d'esdeveniments anomenats WWF In Your House, els quals van desaparèixer definitivament l'any 1999. Armageddon es va celebrar anualment des de 1999, fins a l'any 2008, quan va ser reemplaçat per un nou espectacle, el qual incloïa lluites de taules, escales i cadires.
Fins al 2008, Armageddon es va celebrar cada desembre a excepció de l'any 2001. Aquell any, l'esdeveniment Vengeance va substituir Armageddon, ja que es pensava que el nom de l'espectacle era inapropiat després dels atacs de l'11 de setembre. El 2002, Armageddon, però, es va reprendre i Vengeance va ser traslladat al mes de juliol.
Fins al 2003 l'esdeveniment va ser exclusiu de la marca RAW, del 2004 fins al 2006 va passar a mans de SmackDown, i a partir del 2007, Armageddon va ser un esdeveniment que va deixar de ser exclusiu d'una marca per abastar lluites de totes les marques (RAW, Smackdown! i ECW).

## Armageddon 2007
Armageddon 2007 va tenir lloc el 16 de desembre del 2007, al Mellon Arena de Pittsburgh (Pennsilvània).
- Rey Mysterio va guanyar al campió dels Estats Units Montel Vontavious Porter per compte fora.
- Mark Henry i Big Daddy V van derrotar Kane i CM Punk.
- Shawn Michaels va guanyar a Mr. Kennedy.
- Jeff Hardy va derrotar a Triple H.
- David Edward Finlay va guanyar a The Great Khali
- Chris Jericho va guanyar al campió de la WWE Randy Orton per desqualificació.
- Beth Phoenix va guanyar a Mickie James.
- Edge va guanyar a Batista i a The Undertaker.